# ウルグアイの鉄道

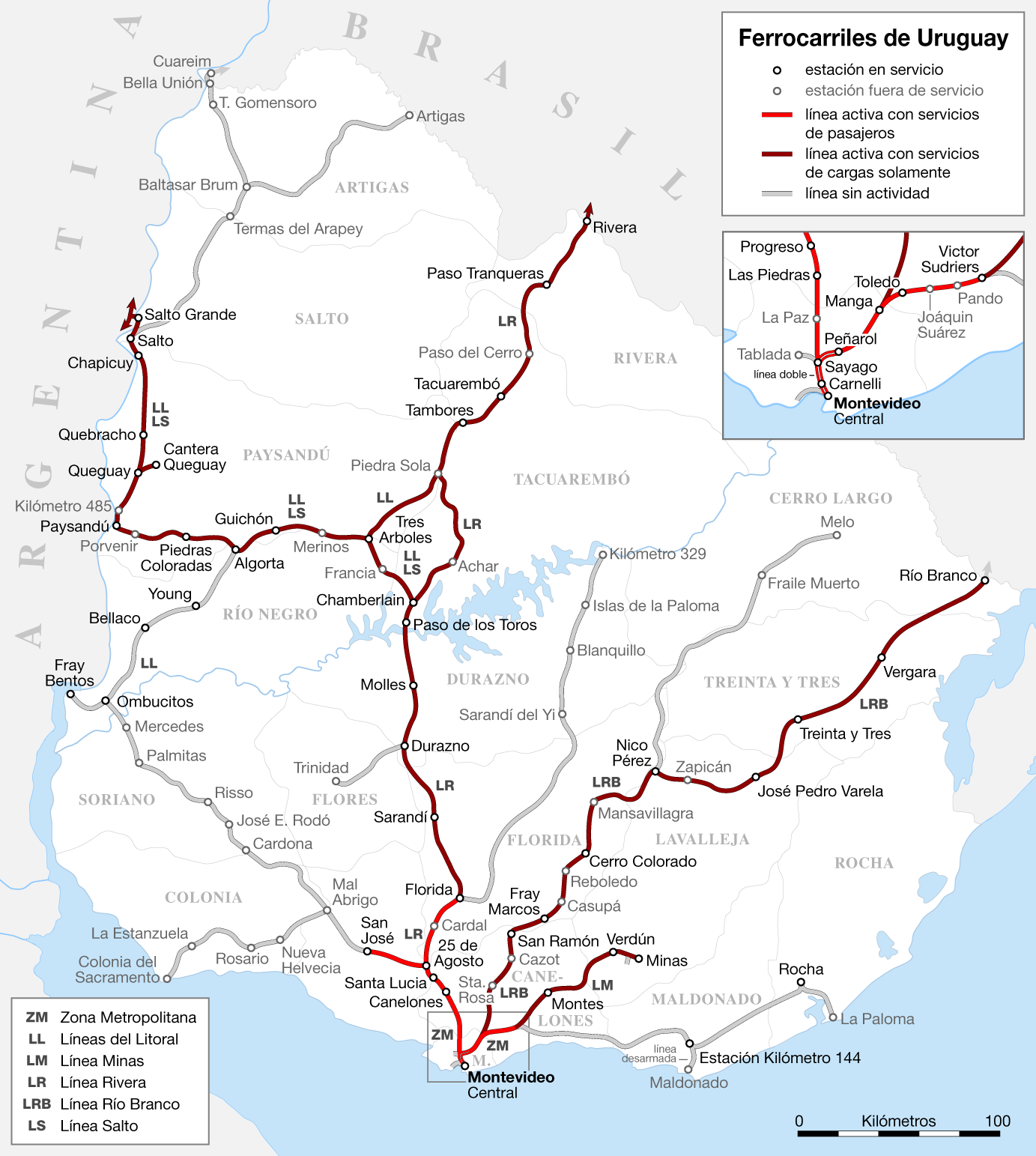
ウルグアイの鉄道網

ウルグアイの鉄道（ウルグアイのてつどう）では、ウルグアイの鉄道について記す。

## 軌間
ウルグアイの鉄道の軌間は標準軌（1,435 mm）である。
運行中: 1507.832 km
休止中: 1327.726 km

## 事業者と運行路線（旅客）
- ウルグアイ国鉄（英語版） (Administración de Ferrocarriles del Estado)
  - 2019年現在、3路線で定期旅客列車を運行している[1]。
    - モンテビデオ - ヴェインティシンコ・デ・アゴスト（8月25日）[2]
    - モンテビデオ - スデュリエルス（エンパルメ・オルモス）[3]
    - タクアレンボー - リベラ[4]

### 車両
- ほとんどの沿線一帯が湿潤パンパであり、線路際に生えている植物が窓や車体を傷つけないようにすることと、一時期子供の悪戯として列車に石を投げる行為が多発したため、大半の旅客用車両の窓の外側に金網やアクリル板が張られていることが特徴である。
  - スウェーデンより購入したフィアット製の気動車、Y-1が現在の主力である。

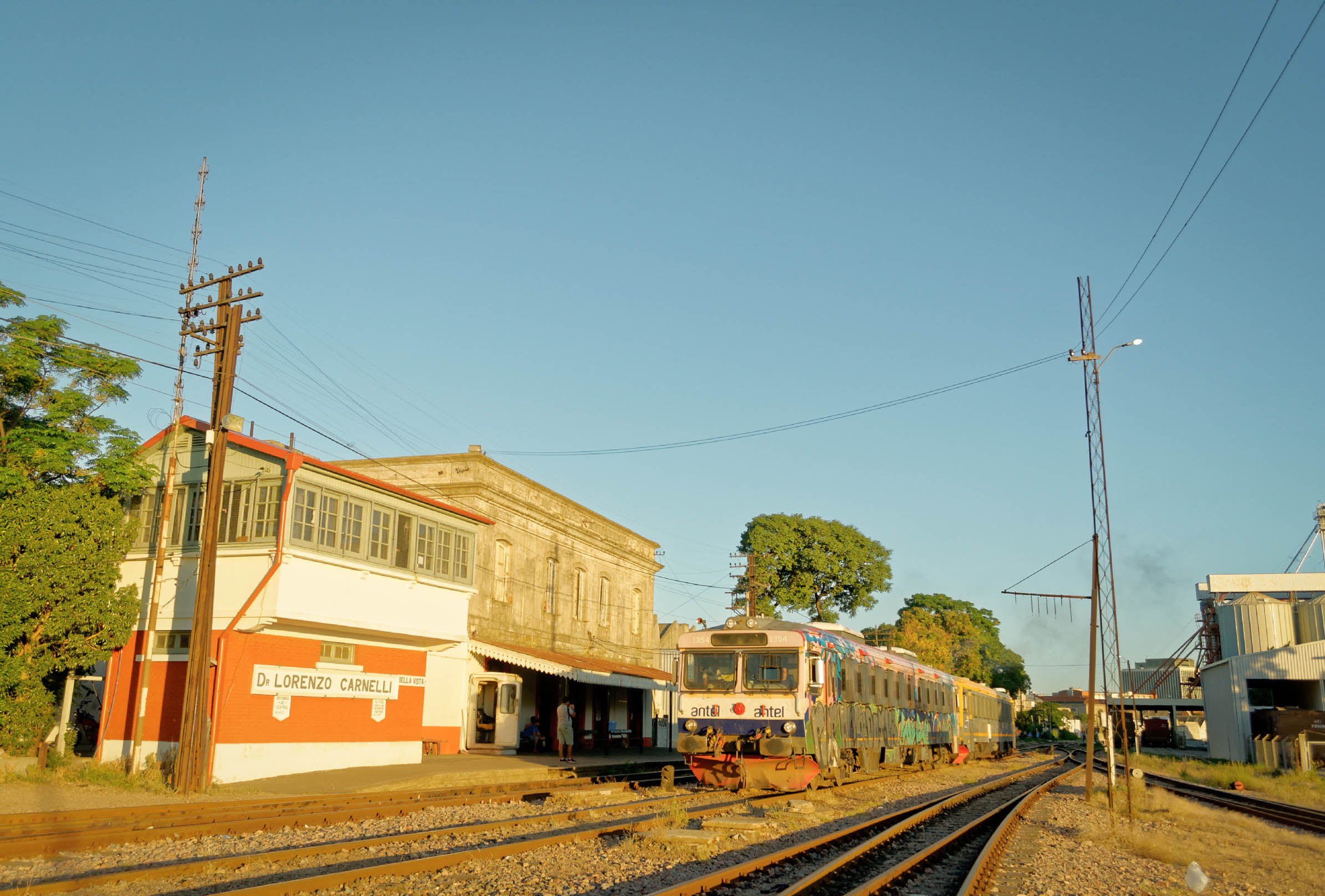
スウェーデンから購入したフィアット製のY-1気動車

- - 長い間主力であったアルストム製のディーゼル機関車と隣国アルゼンチンのフィアット子会社であったMaterferで製造された客車の編成。

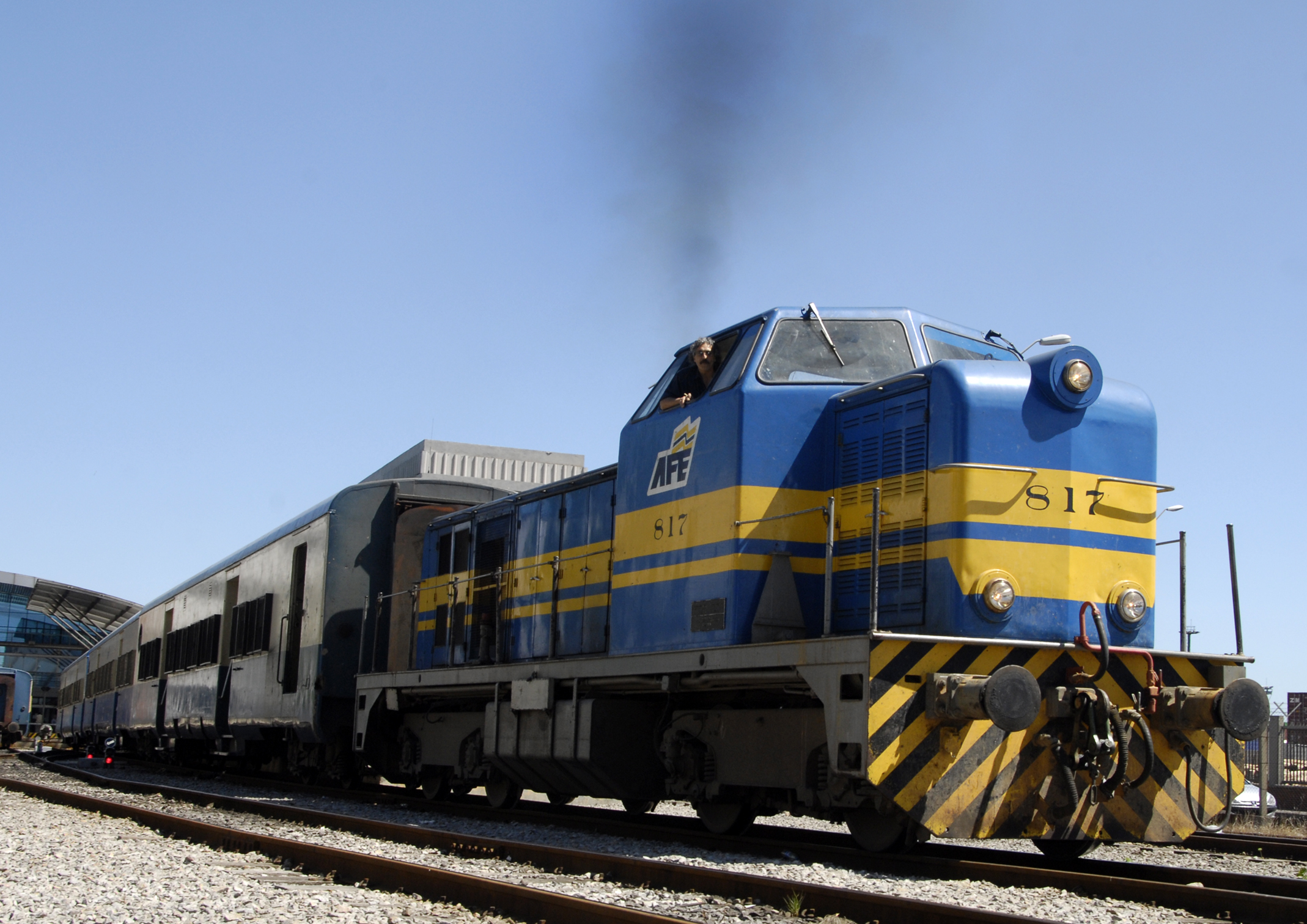
同編成

## 隣接国との鉄道接続状況
- アルゼンチン - 接続あり（ウルキサ将軍鉄道）。
- ブラジル - 接続あり。ただし軌間が異なる[5]ためサンタナ・ド・リヴラメントにて貨物の積み替えが必要。